# TV4-nyheterna
TV4Nyheterna, tidigare bara Nyheterna, är TV4:s dagliga nyhetsprogram.
Programmet sänds alla dagar 19.00 och 22.00 i TV4. Sändningarna 19.00 och 22.00 flyttas ibland till Sjuan, främst vid direktsända idrottsevenemang.

## Historik
Nyheterna började sändas samtidigt som TV4 den 15 september 1990. TV4 valde att ha två sändningar på kvällen: 19.00 och 22.00. Lotta Mossberg och Bengt Magnusson ledde sändningarna. Nyheterna skilde sig från huvudkonkurrenterna, Rapport och Aktuellt, bland annat i tilltalet och genom att man använde sig av humor i sändningarna. I september 1992 började programmet Gomorron (senare Nyhetsmorgon) sändas på vardagarna i TV4. Här sände Nyheterna en gång i halvtimmen. Den tidiga kvällssändningen flyttades efter några år fram till 19.30 för att konkurrera med Rapport i TV2. Efter några år tidigarelades kvällssändningen till 18.30 i anslutning till de lokala nyheterna.
Hösten 1997 började både Rapport i SVT1 och Nyheterna sända varsin nyhetshalvtimme klockan 12.00. Efter några år valde TV4-gruppen att korta ner lunchsändningen och flytta den till 13.00. Även nyhetssändningar klockan 15.00 och 17.00 har under en period förekommit, men alla sändningar under dagtid lades ner några år in på 2000-talet. Den 10 januari 2000 utökades 18.30-sändningen till Nyhetstimmen som började 17.59 och hade två programledare. Samtidigt lanserades Ekonominyheterna och med ett dåvarande samarbete med Dagens Industri. Att Ekonominyheterna låg i slutet möjliggjorde ett reklamavbrott mellan Nyheterna och Ekonominyheterna. Den inledande delen av Nyhetstimmen togs senare bort, men formatet med två nyhetsuppläsare i 18.30-sändningen behölls. År 2004 flyttades 18.30-sändningen fram till 19.00. Man återgick till en nyhetsuppläsare efter sommaren 2005.
Hösten 2005 började Nyheterna sända flera nyhetsuppdateringar under dagen i TV4, TV4 Plus, TV4 Fakta, Internet och till mobiltelefoner. Samarbetet med Dagens Industri bröts hösten 2005 och Ekonominyheterna började produceras av TV4-gruppen i stället. Den 16 april 2007 fick Nyheterna en ansiktslyftning med ny dekor, vinjett, musik och grafik. Programmet bytte även namn till TV4Nyheterna, vilket även Vädret och Sporten gjorde. Namnen blev då TV4Vädret respektive TV4Sporten. Samtidigt gick sändningarna över till widescreenformat.
Den 15 april 2008 började man sända nyheter under hela dygnet på internet. 
Under ett antal år har TV4Nyheterna också producerat korta nyhetsuppdateringar i SBS Radios kanaler vilka inkluderar bland annat Mix Megapol och Rockklassiker. Detta samarbete avslutades i maj 2012.

## Sändningsupplägg
Den 18 april 2011 gjordes TV4Nyheterna om och sändningen 19.00 började innehålla samtliga nyhetskällor under en halvtimme medan 22.00-sändningen samma innehåll men under en timme. I huvudsak leds sändningarna av Bengt Magnusson, Anna Lindmarker, Anders Kraft och Ulrika Nilsson. I samband med relanseringen bytte TV4-gruppen namn på sin nyhetssida på internet till Nyheterna.se, ett namn som användes tidigare.

## Studiomiljö
Den 18 april 2011 fick studion ett nytt utseende och nya vinjetter. Studion var färgad vit och innehöll flera projektionsytor och tv-skärmar. Programledarna satt runt U-format bord med svart glasyta, där det även fanns plats för flera gäster och kommentatorer. Till vänster om detta fanns en stor skärm som främst användes till väderprognoserna. 

## Nyhetsankare
- Ulrika Nilsson
- Peter Lindgren
- Ulrika Bergquist
- Thomas Ritter
- Johan Macéus

### Tidigare nyhetsuppläsare
- Anna Herdenstam
- Anna Lindmarker
- Anders Kraft
- Bengt Magnusson
- Jesper Börjesson
- Petra Nordlund McGahan
- Lasse Bengtsson
- Åsa Julin
- Linda Lundqvist
- Lotta Mossberg
- Bosse Lindwall
- Niclas Grunewald
- Helena Boström
- Annika Edwards